# Душан Карапанџић
Душан Ђ. Карапанџић (1888–1963)  био је један од пионира српске археологије, кустос Народног музеја у Београду и професор латинског језика. Руководио је ископавањима у 3оку код Печуја, Арадцу код Кикинде и Омољици код Панчева. Археолози који се баве проучавањем праисторије у Барањи и Банату и данас користе прецизна запажања и тумачења до којих је Карапаџић дошао. Научним екскурзијама у долину Вардара, Подриња, ваљевског округа и Баната, прибавио је драгоцене податке о потенцијалним праисторијским налазиштима.

## Биографија
Душан Карапанџић рођен је у Смедереву 24. септембра 1888. године где је завршио основну школу и гимназију. После положеног испита зрелости, уписао је студије класичних језика са књижевношћу на Филозофском факултету. Дипломирао је 9. јануара 1912. године.
Као студент филологије, 1911. године започео је професионални рад у Семинару за археологију Народног музеја, као тзв. стручни персонал. У лето исте године, учествовао је у археолошким ископавањима у Винчи.
Неколико месеци доцније, Карапанџићев претходник, отишао је на одслужење војног рока, а када је демобилисан није се вратио у Музеј. Тако је настала потреба за ангажовањем новог помоћника чувара Народног музеја. Милоје М. Васић је 10. јула 1912. године обавестио министра просвете и црквених послова о неопходности именовања новог помоћника.
Учествује у оба балканска рата из којих излази као потпоручник Четврте батерије Дунавског артиљеријског пука. Указом министра просвете и црквених послова од 9. новембра 1913. године је постављен је за хонорарног наставника у тадашњој Четвртој београдској гимназији, али је и даље обављаo дужност помоћника чувара Народног музеја.
Почетком Првог светског рата поново је био мобилисан, сада као водник у Деветој батерији Тимочког артиљеријског пука. Током читавог трајања рата, према музејским пореским пријавама, и даље је био заменик чувара Народног музеја.
После рата Карапанџић је упутио молбу министру просвете и црквених послова да му се омогући већи фонд часова због стицања права на полагање професорског испита, а тиме и регулисање положаја у Музеју. 21. августа 1921 постављен је за професора у Трећој београдској гимназији, а паралелно ради у Музеју и на теренским ископавањима. Сарадња новог управника Музеја, Владимира Петковића, и Карапанџића трајала је до децембра 1922. године. Представком од 29. новембра, В. Петковић је обавестио министра просвете да Карапанџић све ређе долази у Музеј и, како каже, „сматра да је његова редовна дужност у гимназији, а не у Музеју. Такође тврди: „да се његов посао искључиво базира на ископавањима и проширивању збирки Народног музеја”. Петковић је стога Карапанџића ослободио службе јер је Музеју била потребна апсолутна преданост стручњака, што он није могао да пружи.
О његовој каријери у просвети и приватном животу мало се зна. У Трећој београдској гимназији немају годишњаке о запосленима пре Другог светског рата, већ само податак да је Карапанџић био запослен од 1921. до 1926. године.
Други светски рат дочекује са супругом Вером и сином Слободаном у Београду одакле га Немци, као краљевског официра интернирају у Oflag VI C, у Оснабрику. Као ратни заробљеник у Оснабрику, у коме је било заточено више од 4.000 људи, углавном интелектуалаца и активних и резервних официра Краљевине Југославије, учествује у оснивању Просветног друштва „Свети Сава”, 30. децембра 1943. године. Он је један од првих чланова, потписника извештаја о раду и први говорник на оснивачкој скупштини. Зна се да је током рата био премештен у други, непознати немачки логор.
Као присталица монархије, Душан Карапанџић се није вратио у Југославију, већ се настанио у Западној Немачкој. У првим послератним годинама уређивао је српски емигрантски лист Видовдан. Умро је током децембра 1963. године у Дортмунду.

## Археолошка истраживања
Као кустос Народног музеја у Београду, Карапанџић је самостално руководио археолошким истраживањима на локалитетима Зок код Печуја (1920), Арадац код Зрењанина (1921) и Омољица код Панчева (1922).

### Винча
На позив чувара Народног музеја Васића, као његов асистент и дневничар учествовао је у археолошким ископавањима у Винчи 1911. године. На терену је био задужен за непосредан надзор радника, посматрање и пријављивање сваке важније промене у слоју, одабир и паковање прикупљеног материјала за Музеј. У предговору књиге Преисториска Винча I, Милоје Васић наводи га као члана сталне екипе за Винчу у летњим кампањама 1924, 1929. и 1930. године.

### Меховина
У фебруару 1912. године у селу Меховини (тадашњи Посавско-тамнавски срез, округ Подрински, данас општина Владимирци, округ Мачвански) локални мештани су пронашли оставу сребрног римског новца, релативно добре очуваности, коју је Карапанџић сакупио, донео у Народни музеј, обрадио и објавио у часопису Старинар. Тада је исказао сумњу у услове и количину налаза, процењујући да је сачувана само једна четвртина оставе. По казивању мештана, остава је садржала више од 2.000 комада.

### Зок–Вархеђ
Уз подршку Министарства просвете Краљевине Срба, Хрвата и Словенаца Народни музеј у Београду је, у периоду од августа до новембра 1920. године, реализовао археолошка ископавања локалитета Зок–Вархеђ под руководством Карапанџића. За непуна три месеца, истражена је површина од 980 m² где је пронађено преко 3000 значајних археолошких налаза од керамике, кости и камена.

### Арадац
Уз податке о теренским запажањима, објединио је шири одабир налаза, што је касније омогућило поуздано датовање Арадца у оквире винчанске културе. Резултате је објавио у Старинару 1923.

### Омољица
Нажалост, резултати ископавања на локалитету Златица у Омољици никада нису публиковани. Од теренске документације сачуван је само дневник са основним подацима о насељу, положају кућа, јама и гробова. Занимљиво је да је као један од разлога зашто ископава на тој територији, у годишњем плану за 1922. годину Карапанџић навео и допуну непотпуне слике јужног Баната и представио однос насеља у Омољици и насеља у Винчи.

## Радови
- Карапанџић, Д. (1914): Једна остава римских новаца из села Меховине, Старинар (н.р.) VI (1911) I‒II: 159‒164.
- Карапанџић, Д. (1923): Арадац. Један прилог за преисторију Војводине, Старинар (т.с.) I (1922): 151‒174.
- Карапанџић, Д. (1925): Вáр-Хеђ. Два податка за преисторију Барање, Старинар (т.с.) II (1923): 157‒180.

Као професор латинског објавио је латинско-српски речник, 1929. године, a 1932. и 1934. године је објављивао уџбенике о латинским писцима за шести и седми разред реалне гимназије.